# سیمور برنستاین
سیمور برنستاین (انگلیسی: Seymour Bernstein؛ زادهٔ ۲۴ آوریل ۱۹۲۷) یک نوازنده پیانو، آهنگساز و مدرس موسیقی اهل ایالات متحده آمریکا است.
زندگی او موضوع فیلمی به کارگردانی ایتن هاک بود که وی را تمثالی واقعی از یک معلم موسیقی می‌دانست.
از فیلم‌ها یا برنامه‌های تلویزیونی که وی در آن نقش داشته است می‌توان به سیمور: یک معرفی رسمی اشاره کرد.